# まんがでわかる7つの習慣
『まんがでわかる7つの習慣』（まんがでわかるななつのしゅうかん）は、バーテンダーを目指す中田歩の成長を描いた日本の漫画。スティーブン・R・コヴィーが提唱した『7つの習慣』を解説している。小山鹿梨子が漫画を担当し、フランクリン・コヴィー・ジャパン監修の下、宝島社より発行された。

## 作品
2015年1月までに4巻が刊行され、そこで物語は一応終了したが、2016年1月に追加エピソードと「7つの習慣」の縮約版を加えた第5巻（Plus）が刊行された。
- 小山鹿梨子 まんが『まんがでわかる7つの習慣』フランクリン・コヴィー・ジャパン 監修、宝島社、2013年10月11日。ISBN 978-4-8002-1531-4。
- 小山鹿梨子 まんが『まんがでわかる 7つの習慣(2) パラダイムと原則／第1の習慣／第2の習慣』フランクリン・コヴィー・ジャパン 監修、宝島社、2014年7月11日。ISBN 978-4-8002-2399-9。
- 小山鹿梨子 まんが『まんがでわかる 7つの習慣(3) 第3の習慣／第4の習慣／第5の習慣』フランクリン・コヴィー・ジャパン 監修、宝島社、2014年10月23日。ISBN 978-4-8002-2716-4。
- 小山鹿梨子 まんが『まんがでわかる 7つの習慣(4) 第6の習慣／第7の習慣／第8の習慣』フランクリン・コヴィー・ジャパン 監修、宝島社、2015年1月29日。ISBN 978-4-8002-3015-7。
- 小山鹿梨子 まんが『まんがでわかる 7つの習慣 Plus』フランクリン・コヴィー・ジャパン 監修、宝島社、2016年1月29日。ISBN 978-4-8002-4912-8。

## 登場人物
中田 歩（なかた あゆみ）
本作の主人公。23歳（初登場時。以下同様）。亡くなった父が経営していたバーを復活させることを夢見て、バーテンダーの修行をするために上京した。上京2ヶ月後、たまたま見つけたバー「セブン」（Bar Seven）に入り、マスター正木の作ったカクテル「サイドカー」の味が父にそっくりなのに感動し、半ば無理矢理弟子入りする。
夜は「セブン」で働いているが、修行中であまり給料がもらえないため、昼間は「和ごはん菜々味や」でウェイトレスのアルバイトをしている。
住んでいる部屋は202号室。
第4巻の最終話でついに独立を果たし、父が遺した店を「セブンズ・ドーター」（Seven's Daughter）として復活させた。Plusでは、定休日を「セブン」と違う日に設定し、時々「セブン」で後輩の指導をしている。
正木 零司（まさき れいじ）
バー「セブン」のマスターで、歩をアシスタントとして雇い入れた。7つの習慣を「セブン」の経営を通して実践している人物で、自分に対して厳しいため、歩にも厳しく、しかし同時に優しく接して導いている。
当初は考えの未熟な歩の将来に不安を抱いていたが、第2巻では歩の作ったカクテルをこき下ろした客（実は偵察に来た同業者）に、「彼女は当店として恥ずかしくないものを出した」と言い放つまでになった。
毎週同じ曜日に自転車でカフェ「Iris」に立ち寄り、いつもモーニングセットを注文する。
独立後も、歩は「マスター」と呼んでいる。
八神 貴臣（やがみ たかおみ）
有名なイタリアン・レストラン「オッターヴァ・ヴォーチェ」の若きオーナー。独身。歩が初めて「セブン」を訪れた時に来店していて、歩が正木に雇われるよう後押ししてくれた。
本作では、歩や客たちが直面した問題を、7つの習慣を適応することで乗り越えていくが、原則の解説や適用が、八神の言葉を通して語られることが多い。
雑誌「月刊レストラン」にインタビュー記事が載ったことがきっかけで、異母妹の訪問を受け、父が癌で余命宣告を受け、八神に会いたがっていると聞いた。しかし、父が自分と母を捨て、そのために苦労した母が早死にしたと思ってきた八神は、会うことをかたくなに拒んだ。その後、歩と正木の説得で考えを変え、父と再会する。
第4巻最終話の頃、3号店を出店した。
外山 明子（とやま あきこ）
第2巻より登場。歩の中学時代の恩師。内海賢次郎の恩師でもある。教え子たちの同窓会の帰り、たまたま「セブン」を訪れて歩と再会する。
八神同様、7つの習慣の原則や適用についての解説役を務めることが多い。
学校では「みんないい子だよ」が口癖。

### 第1巻
一条 悟（いちじょう さとし）
中年の会社員。初めて店で歩が応対した時には、仕事のストレスでイライラしており、歩の下手な応対に腹を立てた。正木と八神から「インサイドアウト」の考え方を学んだ歩が、後日対応を工夫したところ、八つ当たりしたことを謝罪した。
三村育也の上司。
自身と三村のエピソード後も、常連客としてよく登場する。
三村 育也（みむら いくや）
一条悟の部下。一条によれば、優秀で出世が期待されているものの、冷めており、スペックは高いが、指示したことしかやらないし、意見を求めても消極的。本人は、自分はやる時はやるが、今の小さな会社では、がんばっても無駄だと思っている。一条についても、顧客の都合に合わせすぎて、時間管理ができていないと感じている。
一条に連れられて訪れた「セブン」で八神と出会い、主体性のなさを指摘される。その後、あこがれの先輩である上原進平とのダブルデートで八神の店に行き、毎年結婚記念日に来店する夫婦が1時間遅刻していたが、その間ずっと予約席を押えていたことに驚く。八神と上原にその意味を解説してもらって、時間管理よりも大切なことがあることに気づく。そして、一条の仕事ぶりも認めるようになった。
八神から紹介された六本木佑香と六車さとみの進路相談に乗った際、「自分も勉強になった」と語る。また、大学の後輩である仁志未来らの就活相談にも乗ってやった。
管野 順子（かんの じゅんこ）
三村育也と同じ会社の総務部所属。三村とは秘密の社内恋愛中。
上原 進平（うえはら しんぺい）
三村が入社当初に世話になった先輩で、グラフィックデザイナーに転身した。三村・管野とのダブルデートで「セブン」を訪れた際、「時間の管理が仕事の基本」と考える三村に、何が大切かを考えずに、ただスケジュールを守ることだけを優先するのは、時間を管理しているのではなく、逆に時間に管理されていることだと指摘する。
二宮 早起子（にのみや さきこ）
中堅企業で経理部に所属。28歳。20年前に家族でロンドン旅行に行った際、現地の人にあいさつを返してもらったことに感動して、海外で仕事をしたいと思うようになる。しかし、成長するに従ってその難しさを知ってあきらめてしまう。そして、夢もなく、代わり映えのしない日常を送ることに空しさ覚えている。大手企業に勤める彼氏がいて、結婚を前提とした同棲を望まれているが、彼が妻には専業主婦をしてもらいたいという考えのため、結婚後の代わり映えのしない日常を思うとなかなか結婚に踏み切れない。
「セブン」で正木から「いろいろな選択肢に目移りして混乱したときには、原点に返る」という話を聞き、改めて海外での仕事に挑戦することを決意して、英語の勉強を再開した。「セブン」に外国人の客が来た時には、ほとんど英会話のできない歩を助けて通訳をした。Plusの時には、ビジネス通訳の仕事に就いている。
一条と同様、その後もよく常連客として登場する。歩が「（クリスマス会に）彼氏さんとぜひ」と誘った言葉から、彼氏との関係はまだ続いていると思われる。
四倉 朋彦（よつくら ともひこ）
経営大学院で、MBA取得を目指して学んでいる。和菓子屋を経営していた父秀朋が怪我をしたため、店を継ぐよう求められた。小さな店では自分のこれまでの学びが生かせないと思って悶々としていたとき、「セブン」を訪れ、酔って歩に絡んでしまう。後日再来店した際に、歩に話を聞いてもらったことで、和菓子の海外展開の可能性に気づかされた。そして、卒業後に店を継ぐことを決意した。
後日、八神から紹介された六本木佑香と六車さとみの進路相談に乗った。
Plusにも登場し、百瀬遼に英会話についての自分の経験を語った。
五十嵐 心愛（いがらし ここあ）
突然「セブン」に入ってきた迷子。3歳。歩が話しかけるが、ほぼ無反応だった。しかし、高校生の六本木佑香と六車さとみとはすぐにおしゃべりを始めた。その後、母親が迎えに来て帰って行った。
六本木 佑香（ろっぽんぎ ゆか）／六車 さとみ（むぐるま さとみ）
カフェと間違えて「セブン」にやってきた高校2年生。心愛とすぐに打ち解けておしゃべりを始め、歩を愕然とさせる。
二人とも、親や学校が偏差値だけで進路を決めろと言うことに違和感を覚え、なかなか進路を決められないでいる。八神に話を聞いてもらい、三村や四倉にも話を聞くよう紹介された。また、「セブン」で出会った六波羅の曲のモニターも引き受けた。彼らの話を聞く中で、佑香はリトミックに、さとみは貧困などの国際問題に興味を持ち始める。
本編では未成年なので、「セブン」ではもちろんアルコールではなくジュースを飲み、来店も早い時間に限る。
Plusにも成長した姿で登場した。
六波羅 信（ろくはら まこと）
15年の経験があるフリーの作曲家。過去、CM曲が1曲当たったが、その後は鳴かず飛ばずで、最近ではメロディが古いと言われている。「セブン」で六本木佑香と六車さとみに八つ当たりをしてしまうが、後日歩の促しで2人にモニターになってもらい、そうして作ったCM曲がコンペティションを通過する。
七尾 勝恵（ななお かつえ）
アラフォーのOL。ジム、英会話、アロマ、ワイン講座、お茶など、様々なお稽古事や活動に励み、自分を磨いている。一方で、「おまえと一緒にいると疲れる」と言われ、恋人から別れを告げられた。「セブン」で八神らの話を聞いて、自分が自分を良く見せようとして無理をしていたこと、外側ばかりでなく内面も磨くことの大切さに気づかされ、活動せずにゆっくり考える時間を持つようになった。
第4巻では結婚し、表川（おもてがわ）姓となっている。紹介文にOLと書かれていることから、仕事は続けている模様。子育てに悩む妹、奥叶恵を「セブン」に連れてきた。自身は、子どもを持つことはあきらめている。

### 第2巻
内海 賢次郎（うつみ けんじろう）
大手企業の営業企画部所属。スキルや知識こそが人材の価値を測る物差しと考え、人とのつながりを軽視している。そのため、部下を育てて任せることをせず、すべて自分で管理したがるため、かえって担当部署をうまく回せていない。その結果、同期入社の中で、現役国立大卒の自分よりも浪人私立大卒の堂本の方が評価されていて、それに不満を感じて転職を考えているものの、なかなか転職先が見つからない。
同窓会もメリットがないからと参加を断ったが、堂本に「もっと人をよく見ろ」と言われたことがきっかけで、次回の同窓会に参加した。そこで、恩師の外山と話し、人を思い通りに動かそうとする代わりに、自分が行動を変えて人に変化を起こすことを教わって、部下に対する接し方を変え始めた。
堂本 良太（どうもと りょうた）
内海と同期入社。内海と違って人望があり、部下を育てるのも上手で、昇進試験も同期でトップ。次の辞令で係長に昇進すると言われている。内海に「正論では人は動かない。もっと人をよく見ろ。仕事の成果は、人とのつながりから生まれるものなんだから」とアドバイスした。
壱崎 花（いちさき はな）
歩の「和ごはん菜々味や」のバイト仲間。私立大学生。歩とマキと一緒に行った合コンで知り合った市ノ瀬大河とつきあい始めた。ところが、希望や不満があってもそれを口にすることができず、相手に合わせてしまう性格が災いし、かえって市ノ瀬との関係がぎくしゃくしてしまう。しかし、マキに説教され、昼間のバイト先で歩がクレーマーにしっかり対応した姿を見て、自分も伝える勇気を持とうと考える。そして、大河の施してくれたカットに、さわやかに注文を付けることができた。
吉沢 マキ（よしざわ まき）
会社員。花の友人。花が歩を合コンに誘ったことで歩とも仲良くなり、「セブン」にも出入りするようになった。空手の有段者である父親譲りの豪快な性格。
美術館で俳優の卵と出会い、つきあうようになったが、経済的にさんざん貢がされたあげくに浮気される。「セブン」の面々に励まされ、彼氏と決別することを決めた。
市ノ瀬 大河（いちのせ たいが）
人気美容室「セプト」で働く美容師。間もなく30歳。歩たちが参加した合コンで、女性陣に失礼な態度を取る友人たちをたしなめたことがきっかけで、花とつきあい始める。
指名客の多さを自分の実力と勘違いし、自分をなかなか認めてくれない店長に不満を持っていた。そこで、オーナーが新店舗を出店する計画を立てていることを知ると、自分を新店舗の店長にするよう願った。ところが、実際に店を始めてみると、なかなか客が付かずに苦戦し、結局前の店に戻される。彼が店の看板を自分の実力と勘違いした結果だということを外山に指摘され、また有名レストランのオーナーである八神が、自ら店の掃除をしている姿を目撃し、自分もできることから一生懸命実践しようと決意して、掃除や片付けを積極的に行なうようになる。市ノ瀬の本気を知った店長は、次のキャンペーンの企画を彼に任せようかと考えた。
仁志 未来（にし みき）
大学4年生。友人のアヤカと共に就職活動中だが、なかなか内定が取れず、これまで30社全滅。しかし、大学の先輩である三村育也に相談すると、やりたいことがあって就活しているわけではない点を指摘された。また、ナオミにもっと自分の夢を大切にしていいんじゃないかと励まされ、自己分析からやり直すことに決めた。
アヤカ
仁志未来の友人。同様に、就活苦戦中。とにかくたくさんの会社にエントリーすることを考えていたが、未来につきあい、自己分析からやり直すことにした。
ナオミ
ストリートパフォーマー。今はそれでは食べられないので、建設現場でも働いている。就活中の未来とアヤカに、トラックを運転中に出会い、ジャグリングを披露中の姿も目撃された。未来とアヤカに自分の夢は「あー、楽しかった！」と笑って死ぬことだと語り、自分の夢を大切にするよう勧めた。
双木 貴公（ふたき たかひろ）
八神の実父。20数年前、事業に失敗し、借金が妻子に降りかかるのを避けるため、八神の母と離婚した。その際、別れを拒絶する母をあきらめさせるため、外に女性を作ったと偽って家を出た。
すい臓の癌にかかって余命宣告を受けており、最期に八神に会って謝罪したいと願う。ずっと八神の行方が知れなかったが、雑誌に彼のインタビュー記事が掲載されたことで、居場所を知ることができた。そして、娘の美優貴、歩、正木の尽力もあって、ついに再会を果たす。
双木 美優貴（ふたき みゆき）
八神の異母妹。余命幾ばくもない父が、八神に会って謝罪したいと思っていることを知り、八神の店を、続いて「セブン」を訪ねて、父との再会を願った。八神には冷たく拒否されたが、父も苦しんできたのだと、連絡先を書いたメモを彼に押しつけた。その後、歩たちに父が妻子を捨てて家を出た本当の理由を語った。

### 第3巻
佐々岡 恒夫（ささおか つねお）
グループ全体で8000人を擁する大手メーカーの事業部販売管理課課長。部長として出向が決まった。200人近い同期の中では勝ち組とされているが、私生活では、仕事優先の夫に愛想を尽かした妻の和江が娘を連れて実家に帰ってしまった。
「セブン」で歩たちの会話を耳にし、「幸せとは何かを明確にし、その実現のために最良のこと以外の良いものを断ることが大切」という話を聞いて、和江との関係修復を決意する。そして、美川翔子との不倫関係を清算し、常務に直談判して出向を3ヶ月遅らせてもらった。和江にも「これが最後のチャンス」と言われながらも、時々家族で食事をすることを了承してもらうことができた。
家族との時間を大切にし始めたことで、今まで自分でやっていた仕事も、上手に部下に任せることができるようになった。それを翔子には「周りを引っ張るところが好きだったのに、家庭を選んですっかり日和った」と嫌みを言われるが、逆に翔子のやり方では、部下は指示待ちになるだけだとアドバイスする。
平井
佐々岡の同期。佐々岡とは逆に、昇進には縁がないが、幸せな家庭生活を営んでいる。娘は演劇部で脚本を書いており、全国大会に行くことが決まったが、そのことを佐々岡の昇進祝いの席で、うれしそうに同僚に話した。佐々岡は仕事より家庭を選んだ平井を見下していたが、家庭生活を比較し、彼をうらやむ気持ちが生まれた。
美川 翔子（みかわ しょうこ）
佐々岡と同じ部の業務推進課係長。佐々岡の不倫相手だったが、妻との関係修復を願う佐々岡に別れを告げられる。
最年少女性管理職に対する周りの嫉妬を意識し、仕事で認めさせなければという思いが強いあまり、部下を必要以上に管理しようとしてきた。そのため、佐々岡が警告したとおり、部下はやる気を失い、指示待ちに陥っていて、翔子は激務に忙殺されることになった。一方、部下に仕事を丸投げしていると翔子が批判した佐々岡の場合、部下たちは主体的に生き生きと働いている。そして、正木がインフルエンザで不在の「セブン」で、歩が「こんなときこそ恥ずかしい仕事はできない」と張り切って働いている姿を見て、自分も部下を信頼して仕事を任せようと考えを改めた。
下山／次川
美川翔子の部下。翔子の支配的な管理により、すっかり指示待ち状態になっていたが、仕事を任されるようになって、俄然やる気を出し始めた。実は、翔子が1人でがんばっているのを心配していて、もっと自分たちに頼って欲しいと願った。
相島 栄吉（あいじま えいきち）
従業員50人ほどを擁する広告系IT会社の社長。理想が高いが、それを従業員にも押しつけ、自分の基準に合わない彼らを蔑視している。それに異を唱えた盟友、別所正志も切り捨てた。
小田崎百貨店のインターネット広告を請け負ったが、それが突然頓挫したために支払いに窮し、月末までに1500万円必要になる。何とかかき集めてあと200万円となった時、別所に融資を願うが冷たく断られた。いよいよ不渡りを出して倒産することを覚悟した時、小学時代の同級生で、作家の高尾が訪ねてきて、200万円を貸してくれると言う。それは、相島が小学校時代にいじめられていた自分を守ってくれたからだと高尾は語った。それを聞いた相島は、高尾の前で泣き崩れた。
別所 正志（べっしょ ただし）
相島の大学の同期。共に大学を中途退学して、相島と共に会社を興し、経営幹部となった。しかし、従業員のがんばりを認めずに結果だけを求め、敬意を表そうとしない相島に愛想を尽かし、ついに退社する。
退社後、経済的な危機を迎えた相島に200万円の融資を願われるが、退職して余裕がないと断った。それを「セブン」で目撃した外山は、別所は相島を困らせてやりたい気持ちがあったのかも知れないと歩に語った。
高尾 学（たかお まなぶ）
相島の小学時代の同級生。阿北川賞作家。相島の経済的危機を知って、小学生の頃に級友にいじめられていたが、相島だけが彼を受け入れ、不登校になってからも勉強につきあってくれたのがうれしかったからと、200万円を貸してくれた。
志摩 篤（しま あつし）
グラフィックデザイナー。志摩が独立前に勤務していたF企画から仕事を請け負っているが、「WIN-WIN」を振りかざす担当者にいいように扱われ、いつも不利な条件で仕事を押しつけられている。
「セブン」で吉沢マキが彼氏に浮気されたことを相談している場に出くわし、本当の「WIN-WIN」の意味を悟る。そして、F企画の担当者に仕事を辞退すると宣言した。その決意は、会社のスタッフにも好意的に受け入れられた。
後日、F企画の大塚から謝罪を受けると共に、改めて仕事を依頼されて、これを了承した。
大塚
F企画時代の志摩の先輩。志摩のことを高く買っている。志摩が仕事を辞退したことで、担当者の無能ぶりが発覚し、彼を担当から外し、自分が担当となって志摩に改めて仕事を依頼してきた。
与野 たまみ（よの たまみ）
歩の上階の部屋（303号室）に引っ越してきたシングルマザー。りょーくんという息子がいて、夜中に走り回るため、階下の住民たちが迷惑していた。これは、夜中に内職をするため、息子の相手が出来ず、しかもブロックや粘土などの静かだが散らかる遊びはさせられないためだったが、歩が教えた折り紙のおかげで静かに夜を過ごせるようになった。引っ越し当初は防衛的で、歩に対してもつっけんどんだったが、折り紙のことで心を開き、一緒にお茶をすることを約束した。
後藤 純平（ごとう じゅんぺい）
新人の中学校教員で、外山明子の同僚。忘れ物の多い上野麻衣の扱いに悩んでいる。外山に「セブン」に行けばあなたの誤解を解くヒントがあるかもと言われる。
「セブン」に行く前、たまたま祖母の話を傾聴する歩と出会い、祖母が自分たち家族にも話したことのない、祖父とのなれそめの話をしたことに驚き、傾聴の力を思い知る。その後、「セブン」で歩と再会し、自分が上野の話を最後まで聞こうとせず、自分の考えを話す一方だったこと、忘れ物をしたときには叱るが、ちゃんと持ってきたときにはほめなかったことの間違いに気付かされた。
上野 麻衣（うえの まい）
後藤の教え子。よく忘れ物をするため、後藤にしばしば指導されてきた。
上野の話を傾聴するようになった後藤は、彼女の姉がすごく出来るせいで家ではあまり居場所がなく、忘れ物をすることで無意識に大人たちの関心を引こうとしてきたのだろうと理解した。しかし、後藤に関心を向けられるようになり、忘れ物がなくなった。
後藤の祖母
後藤の職場を見たいといって上京してきた。足に大きな傷跡があり、その古傷が痛んで歩くのが少し不自由。公園で歩と出会い、その傷の原因となった地震の話を始めた。それによると、本棚が倒れてきて身動きが取れなくなったとき、助けてくれたのが後に夫となる男性だったという。
逸見 慶太（いつみ けいた）
カフェ「Iris」オーナー夫妻の息子。5歳。ひなたという妹がいる。母が自分の気持ちを理解しようとせず、ひなたばかりをかわいがるように思えて、かえってひなたに意地悪をしてしまう。しかし、正木に責められずに話を聴いてもらったことで、素直にひなたをかわいがることが出来るようになった。

### 第4巻
向井 篤人（むかい あつと）
会社員。妻の友美に、「住宅資金を貯めて子どもができるまでは、共働きでがんばろう」と願ったが、仕事で忙しくて疲れ気味の友美と言い争いが増えてきた。それを「セブン」で相談し、歩や外山から、どちらが退くのかという二択の押し引きではなく、同じ方向を向いてどちらに進むかを相談することの大切さを教わる。そして、それを実践することで、関係改善に成功する。
向井 友美（むかい ともみ）
会社員。向井篤人の妻。歩と同い年。父は亡くなっており、母は退院したばかり。父の生前、十分に話を聞く機会を持たなかった後悔と、母の世話を兄夫婦に任せっきりになっている負い目から、休みの日に実家に帰りたいと言い出し、関係改善のために友美を旅行に連れて行きたいと思っていた篤人と、さらに険悪な雰囲気になる。
篤人との関係が改善してから、一緒に「セブン」に来るようになった。
武藤直也
玩具メーカーの営業部主任。部署横断的なプロジェクトチームのリーダーに抜擢されたが、メンバーをまとめきれずに悩む。八神の分析では、直感や感覚で動くタイプ。「セブン」で八神から、問題を議題にする前に、その問題をそれぞれがどう考えているかを話し合うことの大切さを学び、それを実践する。そして、メンバーの相互理解が深まることで、プロジェクトが前に進み始めた。
坂上
武藤のプロジェクトメンバー。開発部所属。武藤とは逆に、論理的・分析的に問題を整理するタイプ。
月島
武藤のプロジェクトメンバー。企画部所属。プロジェクトに参加した理由は、自分の仕事がマンネリ化していると感じており、ヒット商品を出したくて、他の部署の人とチームを組んでいいヒントが欲しかったから。
若松
武藤のプロジェクトメンバー。海外事業部所属。プロジェクトに参加した理由は、海外に売りやすい物を最初から作ってこいと上司に言われたから。自分の意志で参加したわけではないが、後のことまで考えて作ることは大切だと言う。
青島
武藤のプロジェクトメンバー。広報部所属。下戸。プロジェクトに参加した理由は、現場の人たちがどんな思いで商品を作っているかを知り、社外にＰＲするため。
落合
武藤のプロジェクトメンバー。キャラクター事業部所属。プロジェクトに参加した理由は、権利関係の話が後から出ると面倒なので、プロジェクトの流れを把握しておくよう上司に言われたから。しかし、いい商品の開発に協力する意欲はある。
森下
武藤のプロジェクトメンバー。経理部所属。プロジェクトに参加した理由は、姉が出産してから、安全で知育に役立つおもちゃに興味が出てきたから。
南条 咲（なんじょう えみ）
高級クラブのホステスで、源氏名は若菜。あまり指名が取れない。客の一人に、「君のように他人を甘く見ている人は苦手だ」と言われてしまう。その意味を同僚の優子から解説され、頭にきて、より詳しい話を聞こうと「セブン」に優子を引っ張ってくる。そして、自分も優子のように前を向いていきたいと言うようになった。優子のアドバイスに従って、砂浜でゆったりと自分を見つめ直す時間を持ち、人生をやり直す気持ちが与えられる。
神田 優子（かんだ ゆうこ）
咲と同じクラブのホステスで、源氏名は紅葉。幼い頃から母子家庭で育ち、あまり母親にかまってもらえず、大学にも行かせてもらえなかった。自分の人生を取り戻したいと願っており、3年後に今と違った自分でいることを目指している。
咲がなかなか指名を取れない理由を指摘する。前を向いていきたいと言う咲に4枚のメモを渡して、子どもの頃に幸せだった場所に行き、3時間ごとに順番に読むように指示する。
名波 和麿（ななみ かずま）
第二新卒として就職活動中の青年。前の職場は大手の会社だったが、周りのことを考えず、手助けをしようとしないため、上司や同僚とうまくいかなくなり、辞めてしまう。自分の価値を正しく評価してくれる職場を探しているが、なかなか採用されない。後輩の名波が3つも内定を取ったことに驚き、彼が語った「やりたいことのために努力するのも大切だが、自分の何が役に立つかは周りに決めてもらうしかない」という言葉を聞いたり、「認められたい」「ほめられたい」という気持ちが先立つとうまくいかないと八神に指摘されたりして、目の前の人を大切にしようとし始める。
岩本
名波の大学時代の後輩で、同じサッカー部に所属していた。就職活動中。久しぶりに名波に再会し、「セブン」に連れて行ってもらう。その後、3社から内定を勝ち取る。
大学の部活はずっと二軍で、試合に出られず悔しい思いもしたが、そのおかげで合宿の準備や練習メニューを調べるなど、レギュラー陣の役に立てたことがうれしかったと名波に語る。
奥 叶恵（おく かなえ）
表川（旧姓：七尾）勝恵の妹。専業主婦で、まゆという一人娘がいる。母親が嫌みを言ったりカッとなって叩いたりしてきたため、幼い頃から姉妹共につらい思いをしてきた。そして、現在叶恵もまゆに対して同じような行動を取っている。そして、ついに見かねた夫が、まゆを実家に連れて行ってしまう。
「セブン」で勝恵と外山から、世代連鎖を断ち切って、新しい原則に従って生きる決心をしようと励まされた。そして、帰ってきたまゆに対して、新しい接し方を始め、夫にも認められる。
綾瀬 健（あやせ けん）
正木が、怪我をした師匠の店にヘルプに行くようになったため、新しく雇った新人スタッフ。
矢島 治（やじま おさむ）
（株）矢島パッケージの二代目社長。正木が不在中に来店し、歩の不手際に怒って帰ってしまった。しかし、後日来店した時には、正木の指導で自分なりのやり方で客を迎えようとし始めた歩を認め、「行きつけの店が増えたみたいだ」と述べる。
社長職を父親から継ぎ、張り切って経営改革に励んでいたが、かえって従業員から反発を食らって挫折しかける。しかし、父に諭されて、人としての模範を従業員に示すことができる人間になれるよう、現場で汗を流すことから始めることにした。そして、会社もうまく回るようになった。
篠宮
矢島パッケージの工場で働く若手作業員。鈴美という妻と、幼稚園に通う子どもがいる。
小川
矢島パッケージのベテラン作業員。定年後も、若手への技術継承の名目で、嘱託として働いている。現場の人たちの気持ちを全く考えようとしない新社長の治に反発し、彼を前職である常務と呼び続け、ついに退職を願い出た。しかし、後日、治の変化を感じ取り、初めて社長と呼んだ。その時「（機械のことは）おいおい教えてやる」と語ったことから、退職は撤回するつもりになったと思われる。
矢島
矢島パッケージの前社長。従業員との関係に悩む治と共に「セブン」を訪れた。部下をコントロールしたり放任したりするのではなく、人としての影響力を使って動かすことが必要で、そのためには、自分が「この人と一緒にやりたい」と思ってもらえる人間にならなければならないと諭す。

### Plus
十和田 道雄（とわだ みちお）
消費財メーカー器楽営業部部長。社長の命で、部内のダイバーシティ促進活動を統括している。ところが、販促課長である横山が行なう、ダイバーシティ促進のための業務改革のせいで、かえって課内の人間関係がぎくしゃくしてしまう。その状況に対して、十和田も効果的な関わりができずに悩んでいた。それを「セブン」で愚痴ると、横山や社員の話を聞くとき、軸がぶれている点を八神や外山に指摘される。
そんなある日、ノベルティグッズの製作を委託した会社を訪問したことで、別に国籍や性別などの形にとらわれなくても、今いる社員はすでにみんな違う存在で、元々多様性があるということを教えられた。そして、お互いが大切にしているものを理解し合い、協力し合えるような関係を作り上げるため、まずは社員が互いの話を聴き合うことから始めようと決意する。
横山
十和田の部の販促課長として配属されてきた、社内初の女性課長。ダイバーシティ促進のためにフレックス勤務制を導入するが、これまで通りに出勤する社員に雑務が集中することになり、かえって課内の人間関係をぎくしゃくさせてしまった。しかし、本人は間違ったことをしている自覚がなく、ますます自分のやり方を貫こうと、あれこれと十和田に提案をしてくる。
ともえ
第4巻で、歩の独立後に正木が新しく雇ったスタッフ。この時は姿だけの登場で、名前も明らかになっていなかったが、Plusで歩の指導を受けている際、名前が判明した。この時は、ステアの未熟さを歩に指摘された。
百瀬 遼（ももせ りょう）
スーパーマーケット「MARUNANA」に正社員として就職したが、その結果に不満で、早速転職を考えている。ところが、即戦力を求めているはずの企業に、自分よりも資格もスキルも劣っていると思っていたライバルが採用されて、自分が落とされたこと、また単なるアルバイトに過ぎない成田が、主任や事業本部長に「どこでも通用する」と評価されたことから、即戦力とは何なのか分からなくなる。
しかし、「セブン」で正木がバーテンダーになったきっかけを聞いたり、八神、二宮、四倉の話を聞いたりして、即戦力とは「みんなと乗り越える覚悟がある」という気持ちのことであり、それを実現するための学習意欲と能力がスキルなのだと学んだ。そして、成田を見習おうと決意する。
成田 チカ（なりた ちか）
百瀬の働く店舗にアルバイトとして入ってきた。総菜コーナーに配属され、百瀬が教育係となる。バイトはこれが初めてで、このバイトに応募したのは、食べることが大好きで、自分で作る経験もしたかったから。
百瀬はただのアルバイトと少し見下していたが、本人は一生懸命に働いている。そして、余った食材を利用しつつ総菜の売り上げを伸ばすため、パートさんたちの出身地の郷土料理を、総菜として売り場に出すという企画を提案した。それが客の人気を集め、主任も事業本部長も彼女のことを高く評価した。
主任
百瀬の上司。積極的に企画を提案した成田を高く評価している。
事業本部長
成田が提案した企画を全店舗で採用するため、話を聞きにやってきた。成田のことを「即戦力とはああいう子のことだ」と評価する。そして、スキルは人格ありきだと百瀬に語った。
千石 英子（せんごく えいこ）
大手企業の総合職。元々「セブンズ・ドーター」の常連だが、高校時代の同級生である億山愛と万場むつみを連れて来店した。仕事は充実しているものの、ふと独り身の寂しさを感じている。
真宮明日香の話を聞き、男に負けないことにこだわっていた自分に気づいた。そして、課長においしいコーヒーを入れるところから、張り合わない新しい生き方を始めた。
億山 愛（おくやま あい）
千石の友人。中小企業のＯＬ。現在婚活中だが、こちらの理想通りの男性を見つけようとするあまり、婚活パーティでは質問攻めになりがちで、かえって男性に引かれてしまう。
真宮の話を聞いて、結婚した後、自分にどんなことができるのかを考えていなかったと気づかされた。そして、婚活パーティでは、どんな家庭を作りたいか、互いの夢を語り合うことを大切にし始める。
万場 むつみ（まんば むつみ）
千石の友人。高校時代の彼氏と結婚し、今は専業主婦。幼稚園児の子どもが2人いる。家族がいる幸せを味わいながらも、家事や子育てに追われる生活に、ふと自由を満喫しているように見える千石や億山のことが、うらやましいとも感じている。
真宮の話を聞いて、妻であり母であることを積極的に意識することの大切さを知る。そして、将来子どもたちと一緒に料理を作って夫に食べてもらうため、そして自分の世界を広げるため、料理教室に通いたいと夫に願い、賛成された。
真宮 明日香（まみや あすか）
「セブンズ・ドーター」の常連で、千石たち3人が女子会で訪れた際も来店していた。3人が帰った後、歩に「3人とも今の境遇に満足していない」「幸せがゴールだと思っている」と語った。
自身は元アイドルで、結婚を機に芸能界を引退した。そして、最近、アジアの若者たちを結ぶ環境NPO活動を本格化させた。そのニュースを見た千石たち3人は、再び「セブンズ・ドーター」を訪れた際、自分自身と比較し、あんなふうに充実して生きたいとうらやましがる。しかし、この時もたまたまその場にいた真宮は、「何をしたいかではなく、どんな人になりたいか」を大切にし、「今の自分を見て、子どもの頃の自分が、あの人のようになりたいと思えるか」を考えてみようと勧める。
兆野 茂（ちょうの しげる）
大手企業を定年退職したが、期待していた妻洋子からのねぎらいが今ひとつで、その後もぎくしゃくした関係が続く。そして、ついに洋子が家出をしてしまう。
「セブン」でそのことを話すうち、自分は家族のために仕事を頑張ってきたと思っていたが、洋子には「仕事が一番で、家族のことはどうでもいいと思っている人」に見えていたのだと気づかされる。そして、八神から、死んだとき、大切な人になんと言って欲しいかを考えるとよいこと、そのためには日頃の言動の積み重ねが大切だということを教わる。
娘奈美に、これからは洋子との生活を優先させるということを態度で示すよう諭され、一晩考えた後に、2人の未来のために家をバリアフリー化することを提案する。そして、それを聞いた洋子にウォーキングに誘われた。一緒に歩く洋子の友だち夫婦が、使い込まれたシューズを履いているのを見て、自分も早く追いつきたいと語った。
兆野 洋子（ちょうの ようこ）
茂の妻。専業主婦。茂が定年退職し、ずっと家にいるようになって戸惑い、今後この人と一緒にやっていけるかどうか不安になる。そして、これまで彼が家族をないがしろにしてきたことを責めて、家出して奈美の家に転がり込む。
3日後、奈美に連れられて帰宅した。茂の話を聞き、ウォーキングに誘う。そして、茂の微笑みに微笑みで答えた。
奈美
茂と洋子の娘。結婚しているかどうかは不明だが、茂たちとは別に住んでいる。家出した洋子を家に泊めていたが、3日後に洋子を連れて兆野家にやってきた。茂に、プレゼントを渡すなどの応急処置ではなく、「ずっと一緒にやっていきたいと思っている」「そのためには自分も変わるつもり」だということを見せることが大事だと諭す。
ウォーキングに誘われた茂を祝福すると共に、今はお試し期間だから油断しないようにと釘を刺した。

## 作中に登場するカクテル
カクテル名にリンクが設定されていないものは、作中の解説に基づいて作り方を記述してある。

### 第1巻
サイドカー
Introduction。中田歩が初めて「セブン」を訪れた際に、マスターの正木零司に注文した。父の味に似ていたことで、歩は正木に弟子入りを志願した。
ソルティードッグとスクリュードライバー
Introduction。一条悟が初めて歩に会ったときに注文した。この時は一条がイライラしていたため、歩もつっけんどんに対応。あとで正木に指導される。
ジン・リッキー
Chapter 1（Cocktail 1）。八神貴臣が注文した。
テキサスフィズ
Chapter 3（Cocktail 3）。ジンにオレンジジュース、砂糖、ソーダを加えたカクテルで、レモンとオレンジのスライス、チェリーを加えるのが一般的。ジン・フィズのページも参照。秘密の社内恋愛中で、「セブン」で一緒にいるところを見られて密かに焦る三村育也と管野順子の隣で、一条が注文した。
ジン・フィズ
Chapter 4（Cocktail 4）。四倉朋彦が再来店した際に、前回歩に絡んでしまったことを謝罪しながら注文した。
Chapter 7。七尾勝江の来店中に、八神が注文。
シンデレラ
Chapter 5（Cocktail 5）。歩が初めて人に出したカクテル（ノンアルコール）。といっても、迷子の五十嵐心愛に対してである。
カンパリビア
Chapter 5（Cocktail 5）。八神が心愛の母親を「セブン」に案内して来た後に注文した。
ギムレット
Chapter 6（Cocktail 6）。六波羅信が、CM制作会社で自身の音楽センスについての陰口を聞いた後に注文。ジンのブランドはタンカレーを指定した。
マティーニ
Chapter 6（Cocktail 6）。六波羅が六本木・六車ペアと再会した際に注文。ジンのブランドはエギュベルを指定した。
マンハッタン
Chapter 7（Cocktail 7）。七尾勝江が初来店した際に注文した。
バラライカ
Chapter 7（Cocktail 7）。七尾の来店中に、一条が注文。
カリラ
Chapter 7（Cocktail 7）。スコッチ・ウイスキーの一種で、一人店に残った七尾が注文。酒に強いらしく（自分でも認めている）、シングル（1オンス、30ml弱）をロックで飲んだ。

### 第2巻
ギムレット・ハイボール
Chapter 1（Cocktail 8）。ギムレットをソーダで割ったカクテル。八神が注文して、歩がシェークし、サマになってきたとほめられた。
ボウモア
Chapter 1（Cocktail 8）。ボウモア蒸留所で作られるスコッチ・ウイスキーの銘柄。スコッチ好きの老人が注文し、歩から製造年と値段を聞くと、「安い方でかまわん」と言った。
タリスカー
Chapter 1（Cocktail 8）。タリスカー蒸留所で作られるスコッチ・ウイスキーの銘柄。ボウモアを注文した老人が続けて注文。ここでも「安い方でいい」と言ったため、歩は「出費を惜しむ人」と決めつけ、後日良かれと思って失礼な対応をしてしまうことになる。
バンブー
Chapter 1（Cocktail 8）。内海賢次郎が転職を断られた日に注文した。内海はいつもこのカクテルを注文するが、それを後日恩師の外山明子に言い当てられた。
オレンジ・ブロッサム
Chapter 2（Cocktail 9）。内海がいつも同じカクテル（バンブー）しか注文しないことを見抜いた外山が、パラダイムを変えてみて、その変化を楽しむようにと、彼のために注文した。
ミモザ
Chapter 3（Cocktail 10）。店に来たステキなおじさまが注文。歩が少し心惹かれるが、間もなく美人の恋人が迎えに来た。
デザート・ヒーラー
Chapter 3（Cocktail 10）。ドライ・ジンをベースに、オレンジ・ジュース、チェリー・ブランデー、ジンジャー・ビアー（またはジンジャー・エール）を合わせたカクテル。近所に出店を予定している同業者が偵察に来て（八神の分析）、歩に注文した。そしてそのできをこき下ろしたが、彼の正体に気付いた正木が「店として恥ずかしくないものを出した」と歩を擁護した。
スカイ・ダイビング
Chapter 4（Cocktail 11）。吉沢マキが注文。壱崎花が市ノ瀬大河との距離をなかなか縮められないという話を聞いて、怒りのあまり強めの酒だという歩の警告にもかかわらず一気飲みし、説教したあげくに、酔いが回って気絶した。
スレッジ・ハンマー
Chapter 5（Cocktail 12）。新店舗の経営に失敗して前の店に戻された市ノ瀬が注文。
ビール
Chapter 6（Cocktail 13）。ナオミがストリート・パフォーマンスの成功を祝して注文。
ドリーム
Chapter 6（Cocktail 13）。ブランデーにオレンジ・キュラソー、ペルノを合わせたカクテル。ナオミが、就活奮闘中の仁志未来とアヤカにご馳走した。
スコッチ・ウイスキー
Chapter 7（Cocktail 14）。異母妹の訪問を受け、父の話を聞いて混乱した八神が注文し、ストレートで一気飲みした。
アフィニティ
Chapter 7（Cocktail 14）。父との再会をためらう八神のために、正木が作ったカクテル。「寄せる思い」という意味がある。

### 第3巻
ジャック・ローズ
Chapter 1（Cocktail 15）。佐々岡恒夫が昇進祝い後に「セブン」で注文。
コスモポリタン
Chapter 2（Cocktail 16）。美川翔子が仕事で行き詰まりを覚えていたときに注文。隣に座った二宮早起子も真似をして注文した。
ブラック・ベルベット
Chapter 3（Cocktail 17）。相島栄吉が注文。
ブルー・ムーン
Chapter 4（Cocktail 18）。ドライ・ジンにバイオレット・リキュール、レモン・ジュースを合わせたカクテル。貢いできた恋人に浮気された吉沢マキと、取引先にいいように振り回されている志摩篤が同時に注文。
アレキサンダー
Chapter 5（Cocktail 19）。取引先との仕事を辞退した志摩が、その決断にまだ自信が持てないとき、注文。
オールドファッションド
Chapter 6（Cocktail 20）。後藤純平が初来店した際に注文した。
ホワイト・スパイダー
Chapter 7（Cocktail 21）。ウォッカ・スティンガーとも言う。逸見慶太と話した後、正木が夕食時に作った。

### 第4巻
ビール
Chapter 1（Cocktail 22）。武藤直也が社内ベンチャーのプロジェクト・リーダーに選ばれた記念に注文。
吉野
Chapter 1（Cocktail 22）。ウォッカにグリーン・ティ・リキュール、キルシュワッサーを合わせ、桜の花の塩漬けを落とした日本生まれのカクテル。向井篤人が友美とのすれ違いを愚痴っているときに飲んだ。
タワーリシチ
Chapter 2（Cocktail 23）。プロジェクト・メンバーの心を一つにした武藤直也に、歩が出した。
キール・アンペリアル
Chapter 3（Cocktail 24）。南条咲が神田優子を連れてきたときに注文。
マリブ・パイン
Chapter 3（Cocktail 24）。マリブにパイナップル・ジュースを合わせたカクテル。南条咲と一緒に来店した神田優子が注文。
ジン・バック
Chapter 4（Cocktail 25）。名波和麿が岩本を連れて来店した時に注文。
フレンチ75
Chapter 4（Cocktail 25）。ドライ・ジン、レモン・ジュース、砂糖をシェークしてグラスに注いだものに、シャンパンを加えたカクテル。外国人カップルの女性が注文。その後、岩本や八神の言葉で新しい生き方をしようと決意した名波も注文した。
スコッチ・ウイスキー
Chapter 4（Cocktail 25）。外国人カップルの男性がストレートを注文。
キューバ・リバー
Chapter 5（Cocktail 26）。子育てに悩み、姉に連れられて来店した奥叶恵に、歩が出した。
マティーニ
Chapter 6（Cocktail 27）。怪我をした師匠の店のヘルプに正木が行って不在中、来店した矢島治が注文。
アイ・オープナー
Chapter 7（Cocktail 28）。父の諭しを受け入れ、目を覚ました矢島に歩が出した。

### Plus
ピンク・ジン
Chapter 1（Cocktail 29）。歩が後輩のともえに作らせて指導した。また、ダイバーシティの本当の意味に気づいた十和田に、正木が出した。
カミカゼ
Chapter 2（Cocktail 30）。就職活動中で、面接に手応えを感じた百瀬が、機嫌良く注文した（数日後に、不採用となるが）。
ボルガ・ボートマン
Chapter 2（Cocktail 30）。企業が求める「即戦力」の意味が分からず混乱した百瀬が注文した。。
ミモザ
Chapter 3（Cocktail 31）。「セブンズ・ドーター」で、千石、億山、万場の3人が注文した。歩は、オレンジを絞って使用している。
エンジェル・フェイス
Chapter 4（Cocktail 32）。妻が家出してしまった兆野に、「また奥さまの笑顔が戻りますように」という願いを込めて、正木が作った。

## 関連文献
- スティーブン・R・コヴィー『7つの習慣 成功には原則があった！ 個人、家庭、会社、人生のすべて』ジェームス・スキナー・川西茂訳、キング・ベアー出版、1996年12月。ISBN 4-906638-01-5。
- 小山鹿梨子 まんが『まんがと図解でわかるスティーブン・R・コヴィーの7つの習慣　仕事、家族、人生…成功する人の原則が見えてくる!!』スティーブン・R・コヴィー 監修、宝島社〈別冊宝島1805号 study〉、2011年10月11日。ISBN 978-4-7966-8362-3。 - 2011年（平成23年）に別冊宝島の「まんがと図解」シリーズから出版された。
  - 小山鹿梨子 まんが『まんがと図解でわかる7つの習慣』スティーブン・R・コヴィー 監修、宝島社〈宝島SUGOI文庫〉、2013年1月10日。ISBN 978-4-8002-0578-0。 - コヴィー & 小山 (2011)の加筆・修正を行った改訂。